# Ernesto Civardi
Ernesto Civardi, italijanski rimskokatoliški duhovnik, škof in kardinal, * 21. oktober 1906, Fossarmato, † 28. november 1989.

## Življenjepis
29. junija 1930 je prejel duhovniško posvečenje.
17. maja 1967 je postal tajnik Svete konsistorialne kongregacije, 26. junija je bil imenovan za naslovnega nadškofa Serdice in 16. julija istega leta je prejel škofovsko posvečenje.
30. junija 1979 je bil povzdignjen v kardinala in imenovan za kardinal-diakona S. Teodoro.